# Закатново Новое
Закатново Новое — опустевшая деревня в Вичугском районе Ивановской области. Входит в состав Сошниковского сельского поселения.

## География
Находится в северо-восточной части Ивановской области на расстоянии приблизительно 9 км на северо-восток по прямой от районного центра города Вичуга.

## История
В 1872 году здесь (тогда деревня Закотново Новое Кинешемского уезда Костромской губернии) было учтено 15 дворов, в 1907 году (уже единая деревня) —26.

## Население
Постоянное население составляло 61 человек (1872 год), 88(1897), 135 (1907), 0 как в 2002 году, так и в 2010.